# Joseph Gelineau
Joseph Gelineau (Champ-sur-Layon, Maine-et-Loire, 31 de outubro de 1920 – Sallanches, 8 de agosto de 2008) foi um padre e compositor jesuíta católico francês, principalmente de música litúrgica cristã moderna. Ele foi membro do comitê de tradução de La Bible de Jérusalem (1959).
Tendo ingressado na Companhia de Jesus em 1941, Gelineau estudou teologia em um seminário católico em Lyon e música em Paris. Foi um dos fundadores do grupo internacional de estudos sobre música e liturgia Universa Laus.
Fortemente influenciado pelo canto gregoriano, ele desenvolveu sua salmodia Gelineau que é usada mundialmente. Mais tarde, ele compôs vários cantos para a comunidade ecumênica francesa de Taizé. Ele era associado ao Institut Catholique de Paris.

## Gravações selecionadas
- Hymnes de Joseph Gelineau 4CD, Studio SM
- Psaumes de Joseph Gelineau 4CD, Studio SM
- Salmos: uma nova maneira de cantar, álbum de vinil, Graal, Reino Unido